# Sandis Valters
Sandis Valters, (nacido el 31 de agosto de 1978 en Riga, Letonia) es un jugador de baloncesto letón. Con 1.93 de estatura, su puesto natural en la cancha era el de escolta. Su padre Valdis y su hermano Kristaps también han sido jugadores profesionales de baloncesto.

## Trayectoria
- ASK Rīga (1994-2003)
- TBB Trier (2003-2004)
- Wurzburgo Baskets (2004-2005)
- SC Mariupol (2004-2005)
- ASK Rīga (2005-2009)
- Andrea Costa Imola (2009)
- VEF Rīga (2010-2012)
- BK Ventspils (2012-)